# 长青联盟
长青联盟是中华人民共和国的一个高等教育机构联合体，由校区设置在山东省济南市长清区的10所大学构成，依托长清大学城的地缘关系进行校际交流和资源共享。成立于2018年，取所在位置长清区的谐音长青为联盟名字。2020年开始校际专业课程互选。

## 成员学校
- 山东师范大学
- 山东中医药大学
- 齐鲁工业大学
- 山东交通学院
- 山东艺术学院
- 山东工艺美术学院
- 山东女子学院
- 山东管理学院
- 山东劳动职业技术学院
- 济南幼儿师范高等专科学校